# Mehmed-beg Kapetanović Ljubušak
Mehmed-beg Kapetanović Ljubušak, född 19 december 1839, död 28 juli 1902, var en bosniakisk författare och offentlig tjänsteman. Han deltog i en madrassa i staden Ljubuški och studerade orientaliska språk. Kapetanović kom till Sarajevo år 1876, där han blev borgmästare år 1893. Under slutet av 1800-talet publicerade han flera böcker, den mest kända är "Den nationella rikedomen" från år 1887. År 1891 grundade Kapetanović den inflytelserika nationalistiska tidskriften Bošnjak ("Bosniak") som emellertid samlade flera bosniakiska intellektuella av sin tid.

## Främsta verk
- Risale-i ahlak (Avhandling på moralen, 1883)
- Što misle muhamedanci u Bosni? (Vad mohammedanerna i Bosnien tycker, 1886)
- Narodno Blago (Den nationella rikedomen, 1887)
- Boj pod Banjomlukom 1737 (Slaget vid Banja Luka, 1737, 1888)
- Budućnost ili napredak muhamedanaca u Bosni i Hercegovini (Mohammedanernas framtid och framsteg i Bosnien och Hercegovina, 1893)